# Jewgienij Frołow (piłkarz)
Jewgienij Konstantinowic Frołow (ros. Евгений Константинович Фролов, ur. 5 lutego 1988 w Krasnojarsku) – rosyjski piłkarz występujący na pozycji bramkarza.